# Raymonde Vincent

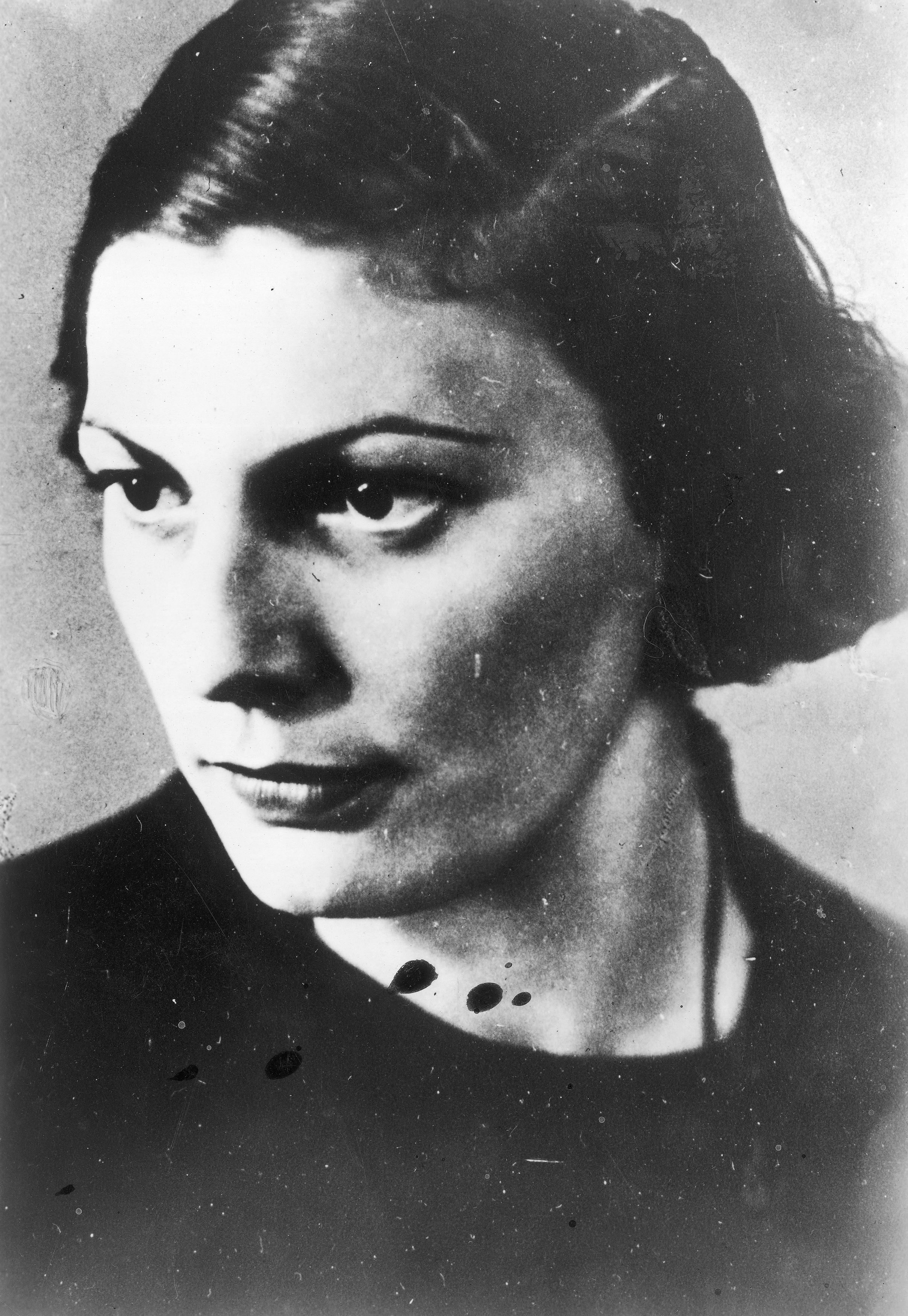
Raymonde Vincent

Raymonde Vincent (* 23. September 1908 in Luant; † 5. Januar 1985 in Saint-Chartier) war eine französische Schriftstellerin. 

## Leben
Raymonde Vincent wurde im Berry in eine Bauernfamilie hinein geboren. Ihr Vater war Pächter. Ihre Mutter verstarb, als sie vier Jahre alt war, worauf sie den Haushalt führen musste. Sie besuchte keine Schule, brachte sich aber mithilfe des Katechismus und der lokalen Zeitung selbst das Lesen bei. Ein Bruder verstarb als Soldat im Ersten Weltkrieg. 1925 ging Vincent im Alter von 17 Jahren nach Paris. Neben anderen Gelegenheitsarbeiten posierte sie als Modell für Christian Caillard, Georges Klein und Alberto Giacometti. Sie begann sich in diesen Jahren für Malerei, Musik, Theater und vor allem Literatur zu interessieren. 1926 lernte sie den Literaturkritiker Albert Béguin kennen, den sie 1929 heiratete. Er führte sie in die literarischen Kreise des Quartiers Montparnasse ein, in denen sie Louis Aragon, Georges Bernanos und Jean Giraudoux begegnete. Béguin brachte sie dazu, als Schriftstellerin zu arbeiten. 1937 erhielt sie für ihren ersten Roman Campagne, in dem sie ihre harte Kindheit auf dem Bauernhof erzählt, den Prix Femina. Sie verbrachte einige Jahre mit ihrem Mann in Deutschland und beschrieb ihre Erfahrungen mit dem aufkommenden Nationalsozialismus in dem Buch Seigneur retirez-moi d'entre les morts. Nach der Trennung von Béguin zog sie 1941 nach Zentralfrankreich zurück. 1957 zog sie nach Saint-Chartier, wo sie bis zu ihrem Tod blieb.
Vincent blieb trotz antiklerikaler Einstellung zeitlebens eine überzeugte Katholikin. Ihr ungewöhnlicher Lebensweg von der Bauerstochter ohne Schulzugang zur gefeierten Schriftstellerin und Intellektuellen erklärt ihre unabhängige, mutige und in sozialen Fragen engagierte Haltung.

## Werke
- Campagne. Roman. Stock, Paris 1937. (Deutsch: Stilles Land. Übers. von Gerhard Hess. Kiepenheuer, Berlin 1938; Neuauflage: Kiepenheuer & Witsch, Berlin 1954)
- Blanche. Roman. Stock, Paris 1939.
- Elisabeth. Roman. Editions de la Baconnière, Neuchâtel 1943. (Deutsch: Elisabeth. Übers. von Hans Urs von Balthasar. Humanitas Verlag, Zürich 1943)
- Seigneur retirez-moi d'entre les morts. LUF Egloff, Paris 1945
- Noces du matin. Roman. Editions de la Baconnière, Neuchâtel 1950
- Les Terres heureuses. Roman. Julliard, Paris  1977.
- Les Temps d’apprendre à vivre. Julliard, Paris 1982 (Autobiographie)